# Alfred Stern
Pour les articles homonymes, voir Stern.
Alfred Stern (né le 22 novembre 1846 à Göttingen et mort le 24 mars 1936 à Zurich) est un historien allemand. Il est le fils du mathématicien Moritz Stern.

## Biographie
Stern étudie aux universités de Heidelberg, Göttingen et Berlin. Il complète son habilitation à Göttingen en 1872 avec une biographie du poète et philosophe anglais John Milton. Étant donné que, outre les études allemandes, l'histoire est également considérée dans l'Allemagne wilhelmienne comme un établissement d'enseignement national chargé de maintenir l'ordre étatique et de cultiver le sentiment national, Stern, avec sa position politique libérale et ses origines juives, ne peut espérer devenir professeur titulaire d'histoire. dans une université allemande. Stern s'installe en Suisse et enseigne à l'Université de Berne comme professeur associé à partir de 1873 et comme professeur ordinaire d'histoire à partir de 1878.
La controverse Treitschke-Baumgarten (de) (1882/83) se produit pendant le séjour de Stern à Berne, dans laquelle Stern prend le parti de Baumgarten contre l'historiographie tendancieuse, antilibérale, antisémite et nationaliste prussienne-allemande de Treitschke. Il essaie de réaliser son propre idéal d'une historiographie aussi objective que possible dans son ouvrage principal , Geschichte Europas seit den Verträgen von 1815 bis zum Frankfurter Frieden von 1871.
En 1887, il s'installe à l' ETH Zurich et y reste jusqu'à sa retraite en 1928. À Zurich, il se lie d'amitié avec Albert Einstein, les deux jouent de la musique ensemble et correspondent jusqu'à la mort de Stern. Après sa mort, l'historien Arnold Berney (de) écrit une nécrologie dans le Zeitschrift für die Geschichte der Juden. Il salue la reconnaissance que Stern a reçue de la part des historiens allemands et étrangers et souligne particulièrement ses réalisations en tant que bon professeur d'université.

## Œuvres (sélection)
- Geschichte der Revolution in England. Grote, Berlin 1881 (= Allgemeine Geschichte in Einzeldarstellungen (de)).
- Abhandlungen und Aktenstücke zur Geschichte der preußischen Reformzeit 1807–1815. Duncker & Humblot, Leipzig, 1885 (online bei Google Books).
- Das Leben Mirabeaus. Siegfried Cronbach, Berlin, 1889.
  - Erster Band: Vor der Revolution (Digitalisat).
  - Zweiter Band: Während der Revolution (Digitalisat).
- Geschichte Europas seit den Verträgen von 1815 bis zum Frankfurter Frieden von 1871. 10 Volumes, Stuttgart, Berlin, 1894–1925.